# 呂凱
呂 凱（りょ がい、生没年不詳）は、中国三国時代蜀漢の武将・政治家。字は季平。『三国志』蜀志に伝がある。

## 生涯
秦代、呂不韋とその一族は秦王政の命により巴蜀の地に流された。前漢の武帝の治世になって不韋県が置かれると、呂氏はそこに移住して異民族への教化政策の任を果たした。これが呂凱の先祖であると言われている。
呂凱は益州永昌郡不韋県（現在の中華人民共和国雲南省保山市隆陽区）の人。はじめ郡に出仕し五官掾功曹となった。章武3年（223年）に蜀漢の昭烈帝劉備が永安で崩じると、蜀漢を侮った雍闓らは呉に通じ反乱を起こした。
当時の永昌郡は都の成都方面からの道が途絶していたが、呂凱は永昌郡の府丞である王伉と協力して郡境を閉鎖し、呉によって永昌太守に任命された雍闓の侵攻を防いだ。雍闓からは檄文を度々送られて脅迫を受けたが、呂凱は道理を尽くして反論し、蜀漢の懐帝劉禅に服属するよう、逆に雍闓らに勧めた。呂凱の威儀と恩愛は広く知れ渡っていたため、永昌の地を守り抜き節義を全うすることができた。
建興3年（225年）、蜀漢の丞相であった諸葛亮は南征の軍を起こしたが、それ以前に雍闓は高定の部下に殺害された。諸葛亮は南中の地に到着すると、呂凱・王伉の功績を上奏し賞賛した。
同年春3月から秋にかけて、南中の反乱を鎮圧した諸葛亮は益州郡を建寧郡と改名し、建寧郡と永昌郡の一部を割いて雲南郡を新設した。呂凱は新設された雲南太守に任命され、陽遷亭侯に封じられた。
12月に諸葛亮は成都に帰還したが、南蛮は再び反乱を起こし、呂凱は反乱軍に殺害された。子の呂祥が爵位を継いだ。
呂祥は蜀漢が滅ぶと晋に仕え、南夷校尉に任命された。子孫は代々永昌太守となり、成漢の武帝李雄が永昌郡に進出してきた際には服属を拒否したという。
『三国志』の撰者である陳寿は呂凱について「節操を守り微動だにしなかった。自己の長所によって名声を得たのは時代に必要とされたからだ」と評している。

## 創作作品における呂凱
小説『三国志演義』でも王伉と共に永昌郡を守り抜いた人物として登場し、南蛮征伐に来た諸葛亮に「平蛮指掌図」を献上している。しかし、『三国志演義』の原典となった『三国志平話』や『花関索伝』などでは、南征軍と敵対して関索と一騎討ちをしている。